# Berufsbildungszentrum Dr. Jürgen Ulderup
Das Berufsbildungszentrum Dr. Jürgen Ulderup (BBZ) ist eine staatliche, berufsbildende Schule in Niedersachsen mit zwei Standorten in Diepholz und Sulingen. Die Schule hat rund 2000 Schüler und setzt sich aus ungefähr 100 Klassen zusammen. Schulträger ist der Landkreis Diepholz.
Seit dem Jahr 2007 tragen die ehemaligen Berufsschulen den Namen des Unternehmers Jürgen Ulderup. Die Schule in Diepholz verfügt über eine Sporthalle sowie einen Sportplatz.

## Auslandsbeziehungen
Seit 2014 bietet das BBZ Diepholz den Auszubildenden im Rahmen eines 3-wöchigen Auslandpraktikums die Möglichkeit, Berufserfahrungen in England zu sammeln.
Um an dem von der EU geförderten Erasmus-Projekt teilzunehmen, müssen die Schüler im Vorfeld eine Bewerbung in Form von einem Lebenslauf, Motivationsschreiben, Bewerbungsformular sowie ein Interview in englischer Sprache absolvieren. Die Auszubildenden, die an diesem Projekt teilnehmen, werden während ihres dreiwöchigen Aufenthalts in einer Gastfamilie untergebracht.

## Besondere Projekte

### Partnerschule der Deutschen Stammzellspenderdatei
Seit dem Jahr 2016 ist das Berufsbildungszentrum Diepholz Partnerschule der Deutschen Stammzellspenderdatei (DSD).
Einmal im Jahr im Herbst findet dieses Projekt in dem Schulgebäude des Berufsbildungszentrum Diepholz statt. Die Typisierung ist für die Schüler kostenlos.

### Berufsmesse
Alljährlich seit 1999 findet auf dem Gelände des Berufsbildungszentrum Diepholz die Berufsmesse statt. Die Messe umfasste im Jahr 2015 rund 67 Aussteller aus verschiedenen Bereichen wie Unternehmen, Institutionen oder auch Hochschulen. Die Schüler haben dort die Möglichkeit, durch Tests und Seminare der jeweiligen Aussteller ihre Berufsorientierung zu verbessern. Die Messe erstreckt sich über drei Tage von Donnerstag bis Samstag. Der Schwerpunkt der Berufsmesse liegt im Bereich der Pflegeberufe.